# Das Naturschöne
Das Naturschöne ist neben dem Kunstschönen und dem Erhabenen ein wesentlicher Gegenstandsbereich der Ästhetik und spielt in der Philosophie des Schönen seit dem 18. Jahrhundert eine bedeutende Rolle. Sein Gegenteil ist das von Natur aus Hässliche. Der abgetrennten Thematisierung des Naturschönen liegt die Tatsache zugrunde, dass nicht nur von Menschenhand Geschaffenes, sondern auch Naturerscheinungen als ansprechend und schön, somit als Naturschauspiel empfunden werden können.

## Zur Geschichte des Begriffs
Prominente Vertreter des Fachs von Immanuel Kant (Kritik der Urteilskraft) bis Theodor W. Adorno (Ästhetische Theorie) und Joachim Ritter (Landschaft. Zur Funktion des Ästhetischen in der modernen Gesellschaft) haben dem Naturschönen einen besonderen Stellenwert zugeschrieben. Dabei stand seit dem christlichen Mittelalter – in Einzelfällen bis ins 19. Jahrhundert – zunächst die Schönheit der Natur als einer von Gott „schön“ geschaffenen und damit als Widerschein göttlicher Ordnung im Vordergrund. Zu diesem Ideenkreis gehört auch die anthropozentrische Vorstellung, die natürliche Ordnung sei für die Menschen „schön“, zu ihrem Wohlgefallen geschaffen. Allmählich wird dieses Paradigma durch das der Selbstorganisation der Natur abgelöst: Wie können ohne menschliche oder göttliche Einwirkung spontan Ordnungen entstehen, die wir als „schön“ empfinden?

## Schönheit oder Erhabenheit?
Im Kontrast hierzu entwickelt sich der Motivkreis des „Erhabenen“. Zunächst gehört die Erhabenheit zu den Attributen Gottes in seiner Größe und Überlegenheit, aber schon seit Pseudo-Longinos („Peri hypsous“) wird sie als stilistisch-ästhetische Kategorie gebraucht. Das Erhabene gilt in der Ästhetik des 18. Jahrhunderts vielfach als Inbegriff derjenigen Naturaspekte, die in ihrer Bedrohlichkeit oder ihrer das menschliche Auffassungsvermögen übersteigenden Größe den Menschen gefährden oder überfordern, während sie in ästhetischer ‚Konfektionierung‘ – etwa in bildlichen Darstellungen oder aus sicherer, entlastender Distanz wahrgenommen – positive Emotionen erregen (so etwa für Kant). Im Gegensatz zur verträglich-harmonischen Substanz des Schönen wird im Erhabenen das Moment des Inkommensurablen akzentuiert.

## In den Künsten
In der Literatur und den bildenden Künsten, auch in der Musik, ist das Lob der Naturschönheit häufig Thema – nur ein Beispiel sei hier die Auftaktstrophe von Goethes „Mailied“: Wie herrlich leuchtet | Mir die Natur! | Wie glänzt die Sonne! | Wie lacht die Flur!